# Johan Anders Wadman

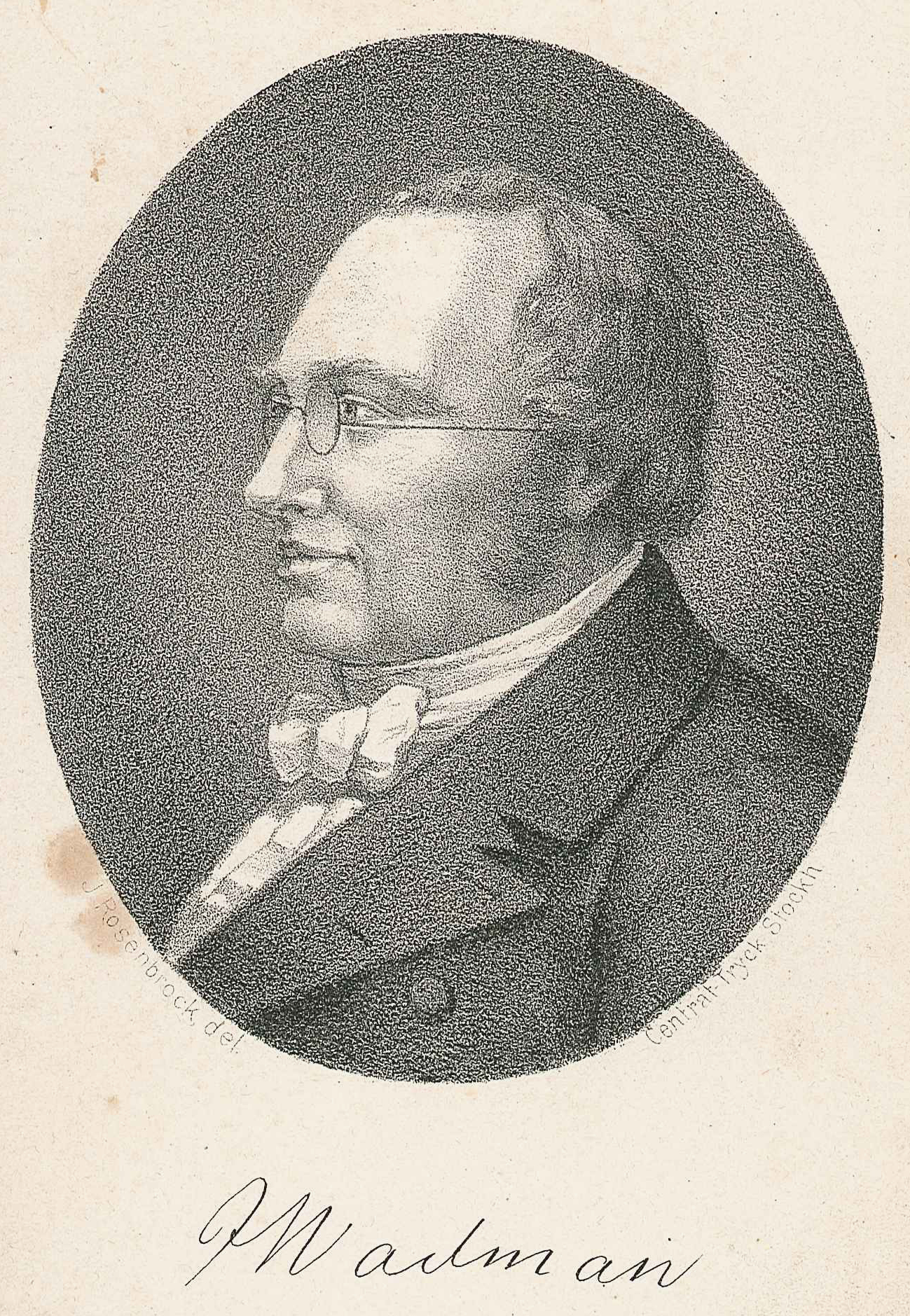
Johan Anders Wadman (1777–1837)

Johan Anders Wadman, född den 27 september 1777 på Drottningskär utanför Karlskrona, död den 6 februari 1837 i Göteborg, var en svensk poet.

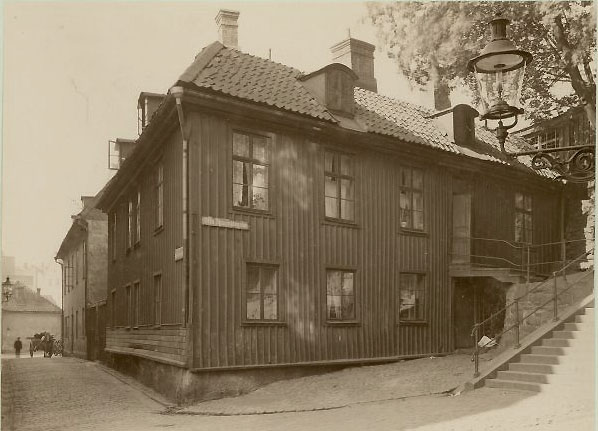
Wadmanshuset på Nedre Kvarnbergsgatan 11 där Wadman bodde de sista åren av sitt liv. Foto från 1914. Huset revs 1936.

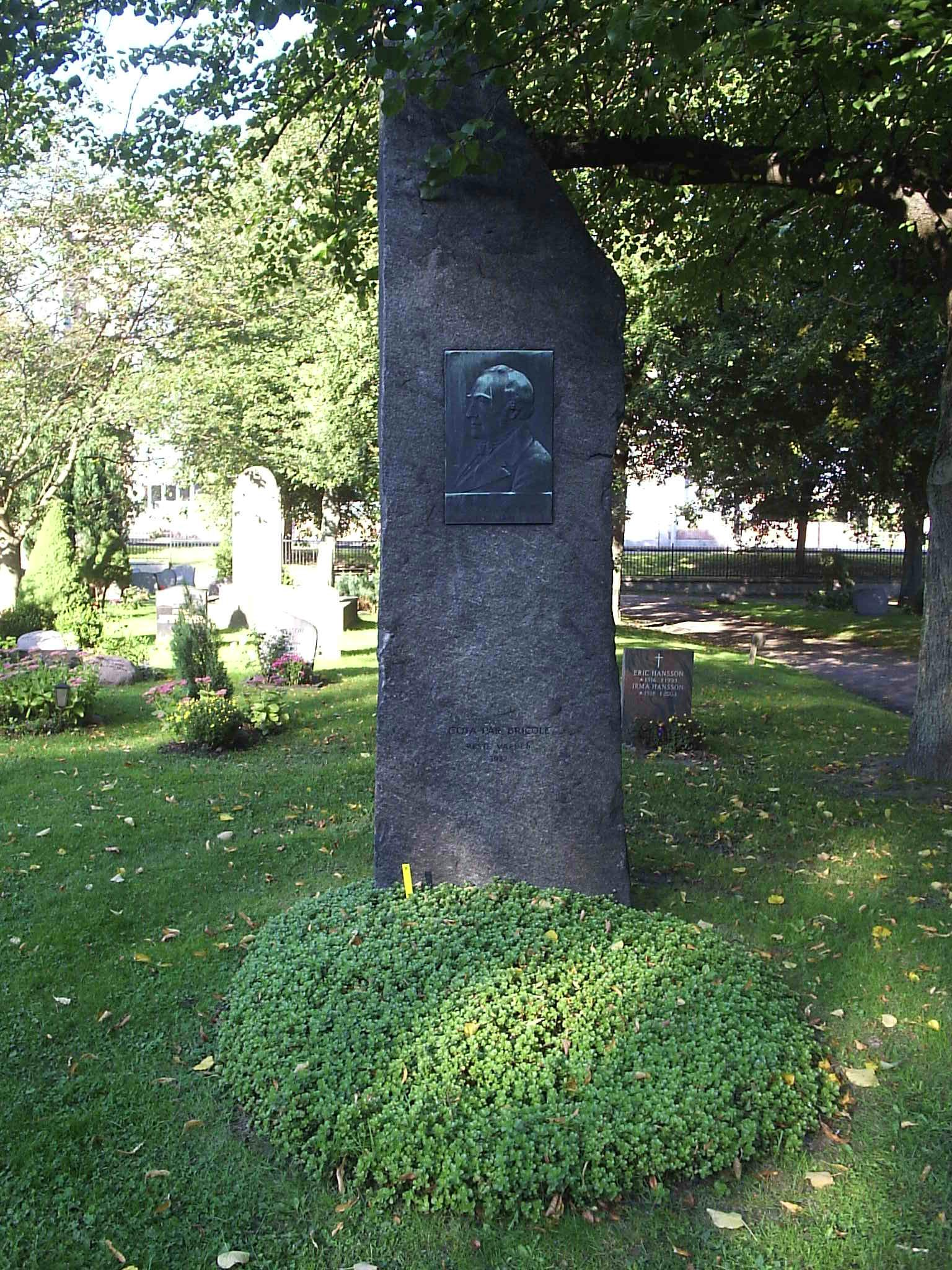
Wadmans minnesvård på Stampens kyrkogård i Göteborg. På blocket står skrivet "J Wadman 1777–1837. Göta Par Bricole reste vården 1937", 100 år efter författarens död. En profilbild i brons - gjord efter ett blyerstutkast av porträttmålaren J. Rosenbrock - utförd av Oscar Högström och tillverkad hos konstgjutaren Herman Bergman i Stockholm.

## Biografi
Johan Anders Wadman var son till kyrkoherden i Tvings församling i Blekinge, Nils Adolf Wadman – som då var predikant på Drottningskärs sjökastell – och Hedvig Sofia, född Bolmstedt. Han blev student vid Lunds universitet 1792, och efter fem terminer studerade han vidare vid Åbo akademi i tre år. Under åren 1813–14 deltog han som sjukhuskommissarie i fälttågen i Tyskland och Norge. Wadman levde i stor fattigdom och hans försörjning bestod i tillfällighets- och beställningsdiktning. Han kom att kallas "Göteborgs Bellman". Själv bodde han vid sin död i det så kallade "Wadmanshuset" på Nedre Kvarnbergsgatan 11 (som revs 1936).
Wadmansgatan vid Heden i Göteborg har fått sitt namn efter honom (1880). Omkring åren 1804 eller 1805 gjorde han för sin hälsas skull en resa utomlands. Under resan råkade han i sådana ekonomiska bekymmer att han fick försörja sig på att klippa silhuetter för att kunna ta sig tillbaka till Sverige. Det arv han erhållit efter fadern blev förskingrat, dels genom Wadmans oförmåga att hushålla, dels till följd av försträckningar som han lämnat åt en äldre kamrat, sedermera professor Carl Fredrik Weltzin i Göteborg. 
Åren 1806 och 1807 arbetade han på häradsskrivarekontor och däremellan som informator åt privatpersoner i Sverige och Finland. På nämnde Weltzins förord blev han under hösten 1807 antagen som lärare hos bruksägaren J. H. af Geijerstam på Alkvetterns bruk i Karlskoga bergslag i Värmland, där han stannade fram till hösten 1810. Wadman antogs 1811 som sjukhusskrivare vid Allmänna garnisonssjukhuset i Stockholm – med en lön av 10 riksdaler i månaden. År 1812 blev han kommissarie vid ett provisoriskt sjukhus i det så kallade "Mazerska huset" på Kungsholmen i Stockholm, tidigare upplåtit åt fattigförsörjningen. Sjukhuset existerade 1 september till 30 november 1812.  
När Weltzin under 1813–14 års krig förordnades till överläkare för svenska armén, antog han Wadman till "sjukförrådsvaktare" (kommissarie), varefter han deltog i fälttågen i Tyskland, Belgien och Norge. I slutet av 1814 kom Wadman till Göteborg. Han tjänstgjorde bland annat som krigskommissarie på Känsö i Göteborgs skärgård. Uppgiften är dock inte styrkt. I Göteborg bodde Wadman på tre eller fyra olika adresser: första roten, hus nr 34 (Vallgatan 7); elfte roten, hus nr 2 (ungefär Första Långgatan, uppgiften är osäker); Norra Hamngatan 8 och Nedre Kvarnbergsgatan 11.
Efter sin återkomst till Göteborg hade han någon tid en informatorsbefattning hos landssekreteraren lagman Pehr Stenberg, vars fru han besjungit under namnet lilla amazonen. Men Wadman drog sig snart tillbaka till den enskildes oberoende, det vill säga till sin självvalda fattigdom. Han var ordenskald i Göta Par Bricole. På 1820-talet var han en kortare tid anställd som informator, men sin huvudsakliga försörjning fick han som silhuettklippare och tillfällighetsskald. Hans silhuettproduktion var omfattande och han är representerad vid bland annat Nordiska museet i Stockholm med en glassilhuett infattad i guld med ett porträtt av rådman C.M. Dahlgren. 
En lång tid levde Wadman på 4 skilling om dagen. Han bodde på ett vindsrum och kokade potatis i kakelugnen. Hemma hos sig hade han en tam mård, som på givet tecken lade sig om hans hals och bildade en levande pälskrage.
Under koleraepidemin i Göteborg 1834, fick Wadman nytta av sina erfarenheter som sjukhuskommissarie och blev enligt uppgift "den oförtrutnaste, rådigaste och modigaste koleraläkare, som man någonsin kunde få se. Han höll ut från början till slut."
Wadman avled vid 59 års ålder i sitt hem vid Nedre Kvarnbergsgatan 11, ett litet trähus där han bott några år. I Göteborgs domkyrkoförsamlings dödbok står om dödsorsaken antecknat: "av slapphet". Dagen före begravningen visades den döde för allmänheten. Wadman låg i kistan helt överhöljd av granris. Ingen svepning märktes, endast huvudet var synligt. Han begravdes på Stampens kyrkogård med ett enkelt träkors på graven. När Göta Par Bricoles medlemmar skulle hylla skalden inför 100-årsdagen av hans bortgång kunde man inte finna gravplatsen. Efter två års sökande kunde man lokalisera platsen. Här restes ett fem meter högt stenblock med skaldens porträttbild i brons.
Wadman dog utfattig. Hans bouppteckning, sammanställd av "Stads Fiscalen Herr Advocat Fiskalen T.C. Greiffe", säger: "Fast Egendom, Contante Penningar och Guld" står "finnes ej", under "Silfver" endast "1 st fickur" värderat till sex riksdaler banco och 32 skilling. Den samlade värderingen uppgick till knappt 26 riksdaler banco. Hans dödsfall och begravning innebar kostnader på 66 riksdaler banco.
I en dödsruna i Göteborgs Handels- och Sjöfartstidning den 8 februari stod det att läsa: "J.A. Wadman, känd inom den litterära verlden såsom en lefnadsfrisk och lycklig Camenernes gunstling och inom den sällskapliga som en vänfast och jovialisk umgängesman – är icke mer. Den lyra, som han under sednare åren, till följe av sin sjuklighet, sällan rörde, har nu evigt tystnat; men minnet af ynglingen med mannaåldrens mogenhet och mannen med ungdoms-sinnet skall icke så snart bortdö bland de vänner, som han under sin 60-åra lefnad här förvärfvade. Ännu i döden blef han sin grundsats trogen: att taga verlden sådan som den är Frid med hans stoft!"

## Diktning
Som skald ägde Wadman en stor kvickhet och humor. Hans kvickaste stycken är dock mest improvisationer i en alltför fri och inte så litet cynisk anda eller tillfällighetsstycken av alldeles enskild lokalfärg. Wadman är i dikt som i liv på en gång epikuré, cyniker, stoiker. Det epikureiska draget röjes i besjungandet av de bacchanaliska fröjderna, ibland – men dock mycket sällan – med en antydan om de erotiska; cynismen möter oss i de ofta mycket ohöljda ordalagen, de djärvt drastiska uttrycken; stoikern slutligen i ett drag av likgiltighet för världens ävlan och glans, parad med kärlek till naturen och lugnet i dalen framför stormarna på höjden. Bland Wadmans dikter i den milda genren märks Min lilla vrå bland bergen, som Karl Warburg tog med i sin Ur svenska sången. Ett urval af svenska dikter, ett poetiskt album utgivet 1883. Warburg tog också med dikterna När jag dricker och Kungen och skomakaren som exempel på tidstypisk svensk diktning.  Själv gav Wadman under sin livstid ut en upplaga av sina dikter under titeln Lek och alfwar 1830-1835. En fullständigare samling utgavs efter skaldens död av Herman Bjursten 1855, vilken dock rättade sig efter de stympningar och omskrivningar, som förut gjorts i många av Wadmans dikter för att få dem mera anpassade efter den konventionella anständighetens fordringar. De rätta texterna återställdes av J. G. Carlén, 1869, efter vilken G. H. Rydberg utgav Wadmans samlade arbeten 1877.
De av Wadmans sånger som givits ut flest gånger är: "Min lilla vrå bland bergen", femton gånger, "Bålen", tio gånger, "Epikurén", nio gånger och "Hjertat i klämma", sju gånger.

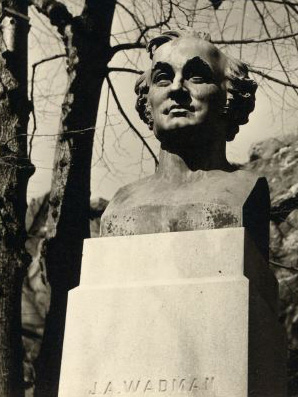
J.A. Wadmans byst i Kronhusparken 1951, utförd av Johan Peter Molin.

## Eftermäle
Den 16 juni 1869 avtäcktes Wadmans byst, utförd av Johan Peter Molin på initiativ av medlemmar i Göta Par Bricole. Den stod först i Lorensbergsparken, men har nu flyttades till en kulle i Vasaparken. Omkring år 2000 återkom den tillfälligt till Lorensberg intill Göteborgs stadsbibliotek, men flyttades åter 2012 till en ny permanent plats i Vasaparken på en kulle vid Vasakyrkan.

## Bevingade ord
De bevingade orden ”Utsupet, sa’ Wadman” myntades av Johan Anders Wadman då han var sjukhuskommissarie vid svenska armén under fälttåget i Tyskland 1813. När myndigheterna krävde lagerredovisning för det brännvin (avsett som bedövningsmedel), som förvarades i läkemedelsförrådet skall han kort och gott ha svarat: “Utsupet”. Myndigheterna tycks ha funnit förklaringen nöjaktig, för något vidare i det ämnet hördes aldrig av.

### Valda och samlade skrifter
- Samlade skrifter. Stockholm: Brudin. 1855-1856. Libris 1280924 - Utgivna med ändringar av "anständighetsskäl" av Herman Bjursten.
  -  1. 1855. Libris 1280925
  -  2. 1855. Libris 1280926
  -  Bihang. 1856. Libris 1280927
- Johan Anders Wadmans samlade skrifter / med ordförklaringar och biografiska upplysningar m. m. utgifven af Johan Gabriel Carlén. Stockholm: Ebeling. 1869. Libris 1811306. https://runeberg.org/wadman/ - Johan Gabriel Carlén restaurerade texterna så långt tidens anständighet tillät. Innehåller en Lefnadfsteckning av Herman Bjursten.
- Samlade skrifter : lekochalfvar / utgifven af J. G. Carlén och C. H. Rydberg (Ny uppl). Stockholm: Ebeling. 1877. Libris 1601338 - S. 419-439: Musikbilagor - Motsvarar Carléns utgåva från 1869, fast med ett supplement innehållande visst då nyupptäckt material. - Nya upplagor utgavs 1881 och 1884.
- Valda skrifter. Svenska humorister. Stockholm: Bonnier. 1914. Libris 1641103
- Valda dikter / utgivna av J. Viktor Johansson ; [teckningar: Einar Ström]. Göteborg: Wezäta. 1946. Libris 1421389
- Klang, Bacchi barn! / [redigering och urval av Hesham Henri Bahari]. Svenska klassiker utgivna av Alhambra. Furulund: Alhambra. 2015. Libris 17542011. ISBN 9789187771354